# Game of Thrones Theme
"Game of Thrones Theme", també conegut com a "Game of Thrones Main Title Theme", és el tema musical de la sèrie de televisió de fantasia Game of Thrones de HBO i es reprodueix durant la seqüència del títol. Va ser compost per Ramin Djawadi el 2011, després que els creadors de la sèrie David Benioff i DB Weiss li demanessin un tema.
Quan se li va demanar que evités les flautes i els violins, que els productors consideraven que s'utilitzaven excessivament en temes fantàstics, Djawadi va utilitzar el violoncel com a instrument principal. La peça comença amb una tecla menor i després canvia repetidament entre les tecles major i menor corresponents. Es va mostrar a Djawadi una interpretació preliminar de la seqüència del títol abans de compondre aquesta música per acompanyar-la. Diversos artistes han versionat o parodiat la música, de vegades afegint lletres a l'obra originalment instrumental.

## Composició

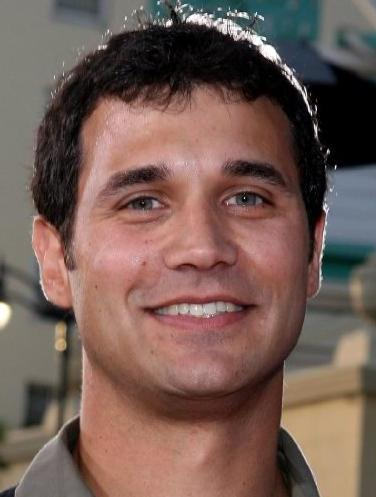
Ramin Djawadi és el compositor de la partitura de Game of Thrones.

Ramin Djawadi va començar a compondre la música del programa després d’haver vist els dos primers episodis de la sèrie que li van enviar els showrunners David Benioff i DB Weiss, i va discutir els conceptes del programa amb ells. Segons Djawadi, els creadors de l'espectacle volien que el tema principal del títol tractés d'un viatge, ja que hi ha molts llocs i personatges a l'espectacle i la narració implica molt de viatge. Després de mostrar a Djawadi una seqüència de títol animada preliminarment de Game of Thrones en què encara treballaven els artistes d’efectes visuals, es va inspirar a escriure la peça. Va dir que va començar a taral·lejar el que es convertiria en la melodia del tema al cotxe després de veure les imatges de la seqüència del títol, i va concebre la idea del tema a l'aparcament del seu estudi. La música temàtica acabada es va presentar al productor tres dies després.
Djawadi va dir que tenia la intenció de captar la impressió general del programa amb la melodia del tema. El violoncel apareix amb força ja que Benioff i Weiss volien evitar les flautes o les veus solistes que es troben en moltes altres produccions del gènere fantàstic per donar a l'espectacle un so distintiu i Djawadi va escollir el violoncel com a instrument principal per a la música. Va pensar que tenia un "so més fosc" que s'adaptava a l'espectacle.
Djawadi va començar amb un riff i va construir el tema del títol al voltant del riff. La melodia comença amb el riff reproduït a les cordes en una tecla menor, després es canvia a una tecla major després de 2 compassos i torna a ser menor. Djawadi va dir que volia reflectir la "punyalada i la conspiració" i la imprevisibilitat de l'espectacle: "... Vaig pensar que seria genial fer una mica el mateix joc amb la música. Així que, tot i que la major part de la peça és en menor, hi ha aquest petit indici de major allà on canvia una mica i després torna a canviar". La melodia principal s'introdueix després amb el violoncel, unit posteriorment per un violí solista que pot suggerir una interacció entre diferents personatges. A continuació, la melodia es repeteix amb tota l’orquestra. La següent secció introdueix un canvi de melodia, descrit per Djawadi com a "sensació d'aventura", i continua amb una repetició que inclou un cor de vint veus femenines - enregistrades a Praga, com les parts instrumentals. El tema del títol acaba amb una combinació de dulcimer i kantele, produint una "qualitat brillant" en el seu so que Djawadi creia que faria una sensació de misteri i expectació per l'episodi.
Segons Jaime Altozano, l'aparició del violoncel solista, com després la del violí, suggereix un domini puntual sobre el tron, que és trencat per la lluita, representat en la contramelodia, l'ostinato que es repeteix 87 vegades en una peça que dura minut i mig. La tonalitat és do menor.
La música del títol es repeteix com a tema global a les bandes sonores de la sèrie. Es pot reproduir ocasionalment per si sola en fragments, de vegades com a part del tema de personatges individuals o en combinació amb altres peces musicals, i també es pot reproduir en seccions grans durant escenes particularment importants.

## Versions i paròdies
El tema principal de Game of Thrones ha inspirat molts homenatges i versions, incloent-hi una interpretació de la banda d'electropop Chvrches. Les lletres es van afegir per primera vegada el 2014, quan "Weird Al" Yankovic va interpretar una versió paròdica durant la gala dels Premis Emmy. El març de 2015, FORTE va afegir lletres basades en text en alt valirià per a una representació operística i un videoclip. Algunes de les versions i paròdies esmentades pels mitjans de comunicació inclouen:
- una versió de violoncel elèctric i acústica de la violoncel·lista nominada als Grammy Tina Guo
- una versió per a violí de Jason Yang,[11]
- una versió heavy metal de Roger Lima,[12]
- una versió de duet d'arpa elèctrica dels "Harp Twins", Camille i Kennerly Kitt,[13]
- un remix de "8 bits" a l'estil de la música de videojocs,[14]
- una interpretació del soroll de disquets,[15]
- un duet de violí i veu de Lindsey Stirling i Peter Hollens,[16][17]
- una versió per a violoncel de Break of Reality,[18][19]
- una versió per a violoncel de 2Cellos[20]
- una versió per a violí de Ben Shapiro[21]
- una interpretació de ska de Pannonia Allstars Ska Orchestra,[22]
- una versió de música de cambra d'Aston,[23]
- una versió Ragtime Piano Rendition per Jonny May,[24]
- una paròdia coral usada en dos episodis de South Park,[25]
- una elaborada paròdia de l'obertura al començament d'un episodi del 2012 de The Simpsons, "Exit Through the Kwik-E-Mart",
- una versió vocal interpretada pel músic i cantant francès Luc Arbogast.[26] La cançó va arribar al número 125 del gràfic de vendes de singles francesos el 2014 i hi va romandre una setmana.[27]
- una paròdia interpretada per "Weird Al" Yankovic als premis Emmy 2014,[28]
- una versió d'orquestra interpretada a l'Illich Steel and Iron Works per l'orquestra Mariupol "Renaissance",[29]
- un remix d’ Armin van Buuren, KSHMR i The Golden Army.[30]
- una versió de bluegrass realitzada per la banda Flat Lonesome de Tennessee per a l'emissora de ràdio SirusXM.[31]
- El 2017, la banda canadenca Barenaked Ladies va obrir i tancar la seva paròdia de música popular al final del programa amb el tema Game of Thrones amb el cantant Ed Robertson afegint la lletra "Horses - tits and horses [repetit] and some dong!", burlant-se del contingut sexual de la sèrie.
- El 2019, la banda estatunidenca Our Last Night va versionar la cançó amb un tema post-hardcore.
- El 2019, Dan Weiss, creador de Game Of Thrones, Tom Morello d’ Audioslave / Rage Against The Machine, Scott Ian d'Anthrax, Nuno Bettencourt d'Extreme, Brad Paisley i el compositor de Game Of Thrones, Ramin Djawadi, van versionar la cançó amb guitarres Fender. Scott Ian tocava el ritme i altres guitarristes tenien la possibilitat d’improvisar els seus solos a la cançó.[32]

## Crèdits i personal
Personal adaptat de les notes del disc del disc.
- Ramin Djawadi - compositor, artista principal, productor
- David Benioff - notes de línia
- DB Weiss - notes de línia

## Posicions gràfiques

### Gràfics setmanals
| Gràfics (2014)                        | Posició màxima |
| ------------------------------------- | -------------- |
| Bèlgica (Ultratop Valònia)            | 22             |
| Gràfics (2015)                        | Posició màxima |
| Gràfic de vendes de singles francesos | 131            |
| Gràfics (2019)                        | Posició màxima |
| Gràfic de vendes de singles francesos | 65             |
| Descàrregues franceses (SNEP)         | 65             |